# Wiel (Gemeinde Wies)
Wiel ist eine Ortschaft in der Gemeinde Wies im Bezirk Deutschlandsberg, Steiermark.
Die Ortschaft westlich von Wies befindet sich im Tal der Weißen Sulm. Am 1. Jänner 2024 zählte die Ortschaft 161 Einwohner. Zwischen 1849 und 2014 war Wiel ein Bestandteil der Gemeinde Wielfresen, die seit 2015 zusammen mit Wernersdorf und Limberg bei Wies der Gemeinde Wies angeschlossen ist. Die Ortschaft besteht weiters aus Sankt Katharina in der Wiel und zahlreichen Einzellagen.
Katastralgemeinden sind Wiel St. Anna und Wiel St. Oswald. Durch den Ortsteil Sankt Katharina in der Wiel verläuft der Nord-Süd-Weitwanderweg.